# Euphorbia somboriensis
Euphorbia somboriensis är en törelväxtart som beskrevs av Iuliu Prodan. Euphorbia somboriensis ingår i släktet törlar, och familjen törelväxter. Inga underarter finns listade i Catalogue of Life.